# Barão de Ururaí
Barão de Ururaí é um título nobiliárquico brasileiro criado por D. Pedro II do Brasil, por decreto de 15 de abril de 1847, a favor de João Carneiro da Silva.
O título faz referência à região de Campos dos Goytacazes onde o nobre possuía terras, banhadas pelo Rio Ururaí.
Titulares
1. João Carneiro da Silva (1781—1851);
2. Manuel Carneiro da Silva (1833—1917) — sobrinho do anterior, visconde de Ururaí.